# 交嘴雀屬
交嘴雀屬是雀形目燕雀科下的一個屬。本屬物種分佈於北半球的大陸上，目前下屬6個物種。

## 命名歷史
本屬為瑞典自然學家卡尔·林奈於1758年建立。其模式種根據《國際動物命名規約》中的「林奈重名關係」（Linnaean tautonymy）被指定為红交嘴雀。其屬名來自古希臘語，意為「交叉的、傾斜的」。

## 下屬物種
本屬包含以下物種：
- 鹦交嘴雀 Loxia pytyopsittacus Borkhausen, 1793
- 苏格兰交嘴雀 Loxia scotica Hartert, EJO, 1904
- 红交嘴雀 Loxia curvirostra Linnaeus, 1758
- 喀细亚交嘴雀 Loxia sinesciuris Benkman, 2009
- 白翅交嘴雀 Loxia leucoptera Gmelin, JF, 1789
- 海地交嘴雀 Loxia megaplaga Riley, 1916

## 外部連結
- 维基共享资源上的相關多媒體資源：交嘴雀屬
- 維基物種上的相關：交嘴雀屬